# کالرا (آلاباما)

محل آلاباما در آمریکا

محل شهر در آلاباما.

کالرا  شهری است در ایالت آلاباما در کشور آمریکا.

## مکان
کالرا در موقعیت ‎ ۳۳°۶’ ۲۷،۲۵۹’’ N ۸۶°۴۴’ ۵۹،۸۷۰’’ V (‏۳۳،۱۰۷۵۷۲; ‑۸۶،۷۴۹۹۶۴‏)‎ قرار دارد.با توجه به اطلاعات ادازه آمار آمریکا مساحت آن در حدود ۳۳،۵km² است.

## مردم‌شناسی
با توجه به آمار سال ۲۰۰۰ جمعیت آن ۳۱۵۸ نفر، ۱۲۴۸ خانواده در آن ساکن هستند.تعداد ۱۴۰۰ واحد خانه در هر مساحت تقریبی (۴۱،۹akm²) قرار دارد.۲۶،۷% درصد از خانواده‌های فرزند زیر ۱۸ سال داشتند که از این تعداد ۵۴،۱% درصد زوج بوده و ۱۳،۵% درصد زنان بدون شوهر و ۲۸،۸% درصد نیز غیر خانواده بودند.متوسط درآمد یک خانواده در حدود US$۴۲۸۸۵ است و زنان درآمد متوسط US$۳۴۰۴۲ و مردان درآمد متوسط US$۲۱۷۵۰ بدست می‌آورند.

## نگارخانه

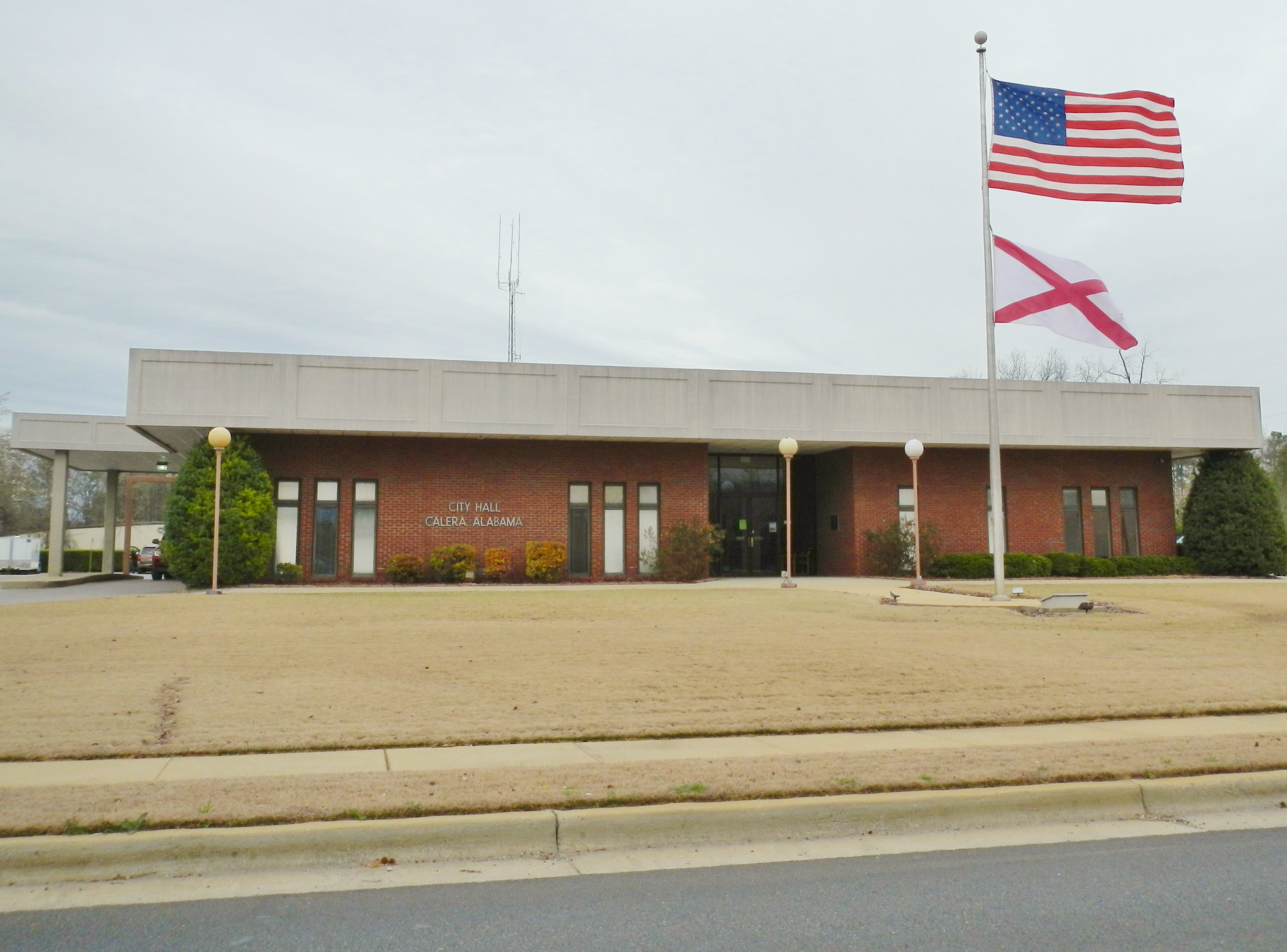
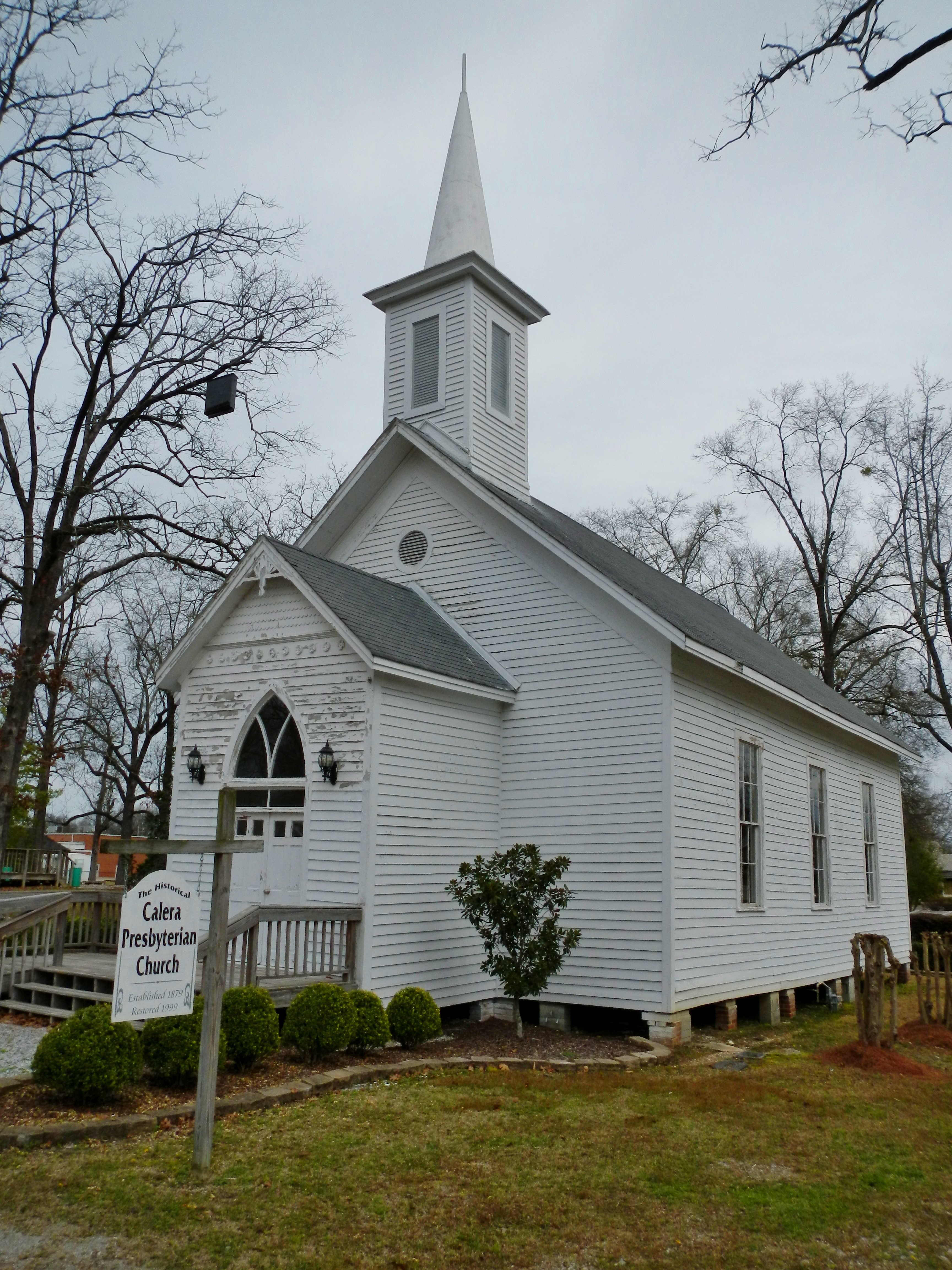
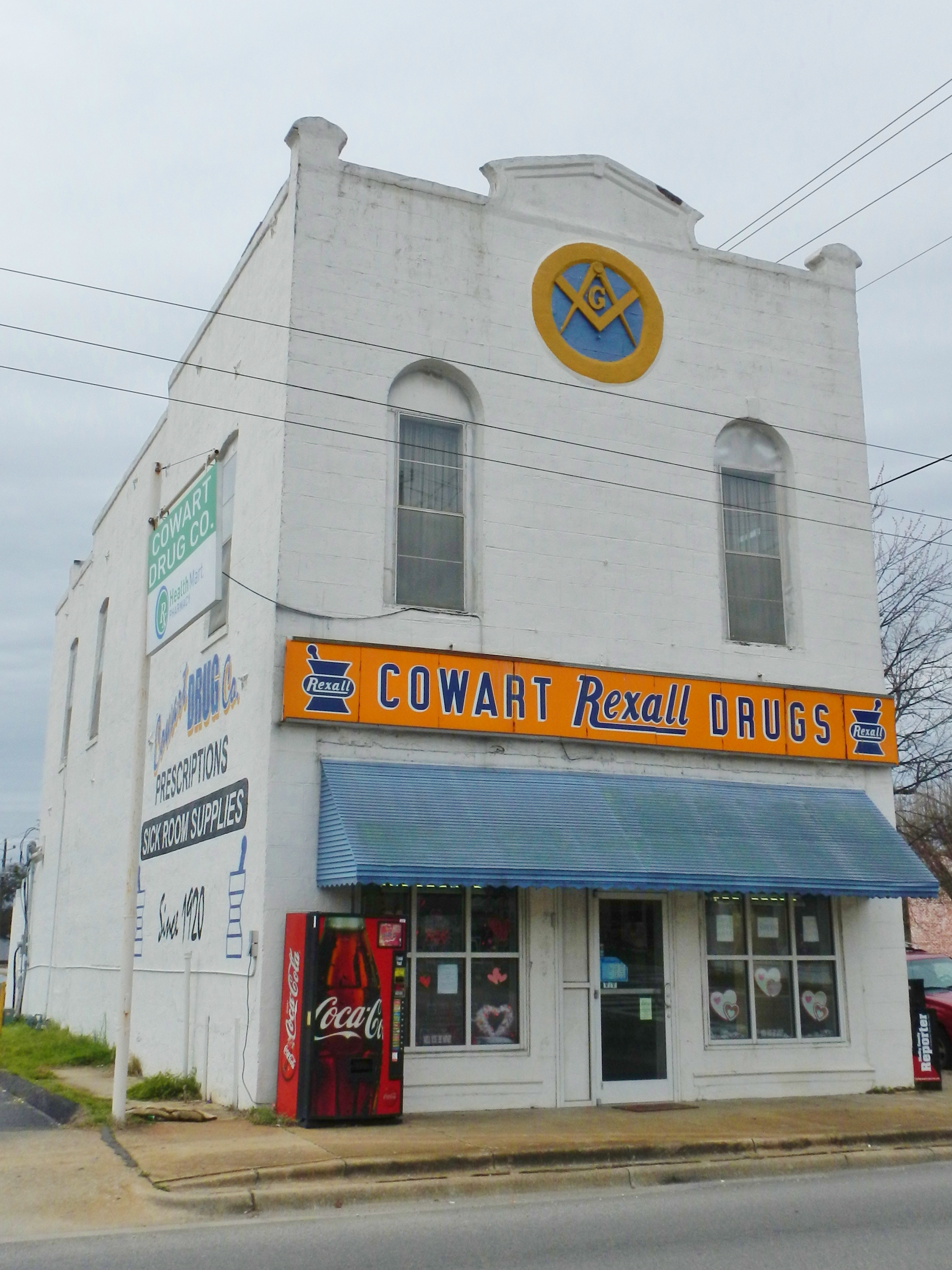
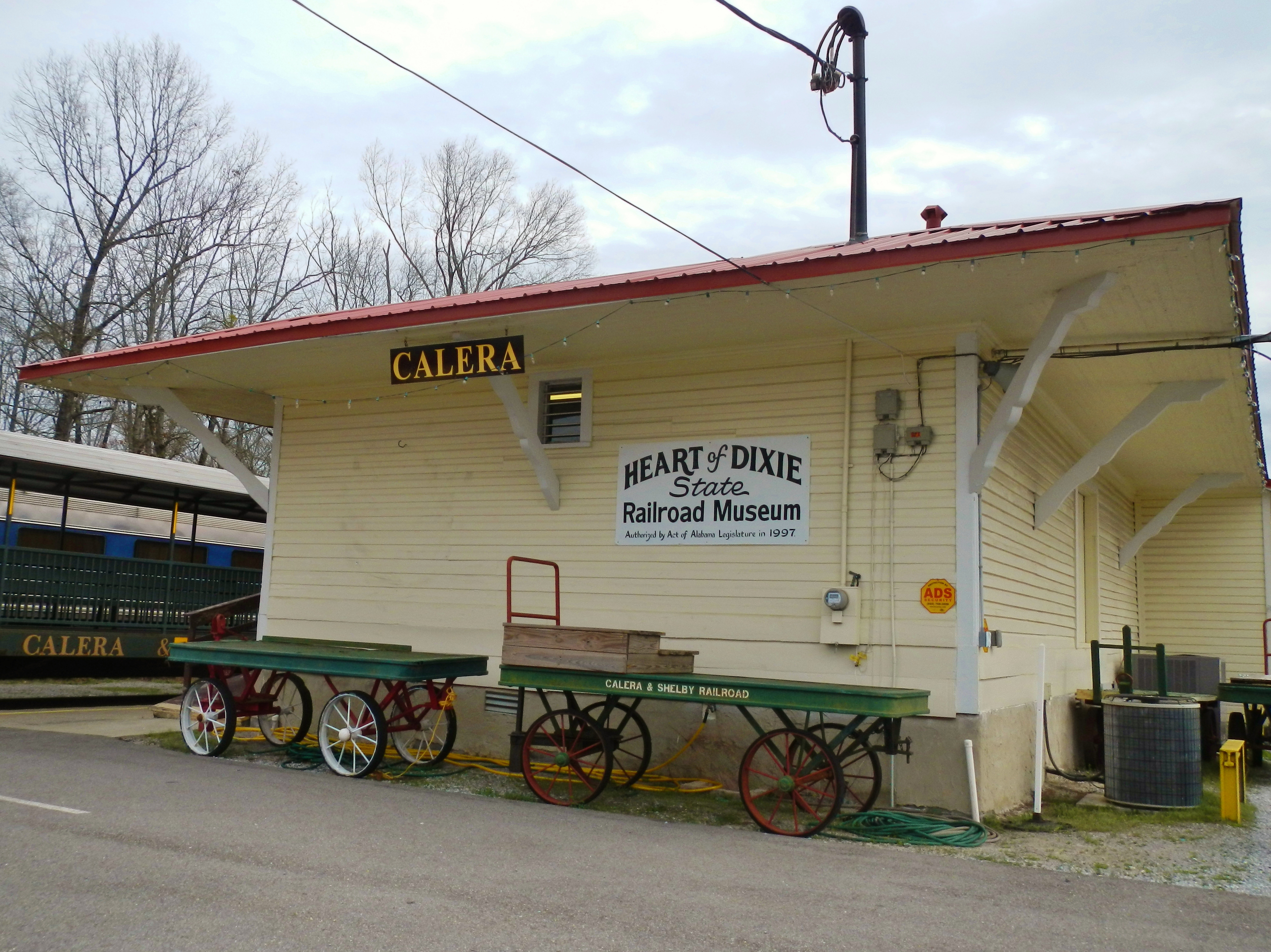